# Ismaël Ferroukhi
Ismaël Ferroukhi (Kenitra, 26 de junio de 1962) es un director de cine y guionista franco-marroquí.

## Biografía
Ferroukhi nació en Kenitra, Marruecos. Se dio a conocer con su cortometraje L'Exposé de 1992, el cual ganó el Premio Kodak en el Festival de Cannes de 1993. A continuación coescribió la película de Cédric Kahn, Trop de bonheur (1994).
Su debut como director de largometrajes, Le Grand Voyage, producido por Humbert Balsan y Ognon Pictures, ganó el premio Luigi De Laurentiis al mejor largometraje debut en la 61.ª edición del Festival Internacional de Cine de Venecia en 2004. Desde entonces ha dirigido y aportado el guion en diversas películas francesas y marroquíes, entre las que destacan Free Men (2011) y Mica (2020).

## Filmografía

### Cine y televisión
| Año  | Título                                     | Director | Guionista | Notas       |
| ---- | ------------------------------------------ | -------- | --------- | ----------- |
| 1993 | L'Exposé                                   | Sí       | Sí        | Corto       |
| 1994 | Trop de bonheur                            |          | Sí        |             |
| 1994 | Tous les garçons et les filles de leur âge |          | Sí        | Serie de TV |
| 1996 | Culpabilité zéro                           |          | Sí        | Telefilme   |
| 1996 | Court toujours: l'Inconnu                  | Sí       | Sí        | Corto       |
| 1997 | Un été aux hirondelles                     |          | Sí        | Telefilme   |
| 2000 | Petit Ben                                  | Sí       | Sí        | Telefilme   |
| 2004 | Le Grand Voyage                            | Sí       | Sí        |             |
| 2004 | Lahna Lalhih                               |          | Sí        | Corto       |
| 2005 | L'Avion                                    |          | Sí        |             |
| 2007 | Childhoods                                 | Sí       |           | Segmento    |
| 2011 | Free Men                                   | Sí       | Sí        |             |
| 2020 | Mica                                       | Sí       | Sí        |             |

Fuente: